# Гуммолосаровская улица
Гуммолоса́ровская улица — улица в городе Павловске (Пушкинский район Санкт-Петербурга). Проходит от Конюшенной улицы до Витебской железнодорожной линии.
До основания Павловска у дороги имелось три варианта — Гуммолосаровская дорога (вела в деревню Гуммолосары), дорога в деревню Кошелево (вела в деревню Кошелево, рядом с Гуммолосарами) и дорога в Софию (вела в город Софию, ныне исторический район в Пушкине). Наиболее употреблявшимся названием была Гуммолосаровская дорога. В Гуммолосарах эта дорога сохранилась под названием Садовая улица (далее она продолжается улицей Ломоносова).
В 1794 году на участке от Конюшенной улицы до улицы Мичурина появляется название улица Госпита́льного Въе́зда. Этот топоним связан с тем, что улица шла к Мариинскому госпиталю (позднее, с 1833 года, её продолжение стало Госпитальной улицей). 26 июля 1840 года улицу Госпитального Въезда переименовали в Сре́дний переулок.
Оставшаяся часть оставалась Гуммолосаровской дорогой (на одной из карт она названа Гуммолосаровской улицей) до примерно 1916 года, когда её переименовали в улицу До́ктора Смирно́ва — в честь врача Н. В. Смирнова (?—1890), жившего на ней и пользовавшегося большим уважением местных жителей. Примерно в 1918 году улицу Доктора Смирнова переименовали в улицу Бедноты́.
Примерно в 1939 году Средний переулок и улицу Бедноты объединили и назвали улицей Халту́рина — в честь народовольца С. Н. Халтурина.
11 июня 2003 года улице вернули историческое название, причём с другим статусом — Гуммолосаровская улица. Выделять из неё Средний переулок не стали.

## Перекрёстки
- Конюшенная улица
- улица Васенко
- улица Мичурина
- улица Толмачёва
- 1-я Советская улица
- улица Нахимсона
- улица Лассаля
- улица Льва Толстого
- Берёзовая улица